# Référendum de 2020 sur l'impôt progressif en Illinois
Un Référendum de 2020 sur l'impôt progressif a lieu le 3 novembre 2020 en Illinois. La population est amenée à se prononcer sur un amendement constitutionnel d'initiative populaire visant à supprimer de la constitution de l'État une disposition obligeant l’impôt sur le revenu à être un taux fixe, et à permettre au contraire l'introduction par le parlement d'un impôt progressif.
En Illinois, les amendements constitutionnels requièrent pour être valides d'être approuvés au cours d'un référendum par une majorité qualifiée de 60 % des suffrages exprimés, ou bien d'atteindre la majorité absolue de l'ensemble des votants aux élections organisées le même jour, ces dernières ayant lieu sur le même bulletin de vote.
La proposition de loi est rejetée par une majorité des suffrages et des votants.

## Résultats
| Choix                     | Votes     | %     |
| ------------------------- | --------- | ----- |
| Pour                      | 2 683 490 | 46,73 |
| Contre                    | 3 059 411 | 53,27 |
|                           |           |       |
| Votes valides             | 5 742 901 | 94,35 |
| Votes blancs et invalides | 343 638   | 5,65  |
| Total                     | 6 086 539 | 100   |
| Abstention                | 2 277 560 | 27,23 |
| Inscrits/Participation    | 8 364 099 | 72,77 |